# 川普航空
川普航空（英語：Trump Shuttle, Inc.）是美國已結業的一家航空公司，由商人唐納德·川普於1989年至1992年間擁有並經營。川普航空曾以波音727客機，以每小時一班的頻率執飛由紐約市拉瓜地亞機場至馬薩諸塞州波士頓洛根國際機場和華盛頓特區華盛頓國家機場的航班，同時也提供包機服務。川普航空的降落權和資產收購自美國東方航空旗下的東方航空快線，其IATA代碼為TB（現已重新分配給比利時途易航空）。
川普在1988年3月首次涉足航空業。當時他收購三架原屬於度假村國際航空（Resorts International Airlines），用於接送高额賭客到紐澤西州大西洋城度假村賭場酒店的塞考斯基 S-61。川普將這三架直升機重新漆成黑色和紅色，並印上川普航空公司的標誌。

## 歷史

### 創立
1980年代，美国东方航空越来越容易进入金融衰退。於是為了掙錢，美國東航建立了一個與母公司獨立的快綫航空公司，布鲁斯·诺布尔斯 (Bruce Nobles)為總裁。 1988年10月8日因東方航空快綫公司的机械师扬言要罷工， 於是川普同意了購買東方航空快綫。 1989年6月，價值為3.8億美元的交易正式完成。 川普航空/川普快綫6月23日正式開始運營。
川普的目的是要把航空公司推廣成一個奢侈品，並且也通過它來推廣川普集團的其它服務于產品。川普航空的飛機的塗裝為白色的。機内的特色包括枫木木皮， 用铬製造的安全帶與 金制造的厕所装置。 川普航空公司也是最早采用高科技設備的航空公司之一；它是最早提供自助登机的航空公司之一。川普航空也通過跟一個叫LapStop的创业公司給乘客提供機上使用筆記本電腦服務。 
川普航空公司成立之前，川普曾經提供了一個飛到大西洋城的直升機服務。他曾經打算提供從曼哈頓飛到拉瓜地亚機場與汉普顿的直升機服務。 川普的直升机一段时间包括三架西科斯基S61与两架波音234。 川普的直升机服务也曾经拥有一架提供行政运输服务的欧直AS332超级美洲狮直升机。
几乎从公司成立以来，川普航空公司遇到了财务问题。大多数乘客是因为方便性而选择坐川普航空，而不是因为它的值钱的机上服务。美东航空快綫罢工期间，许多顾客叛逃到泛美航空的快綫服务。1989年年底，美国东北部经历了一场经济衰退，1990年8月，伊拉克入侵科威特时，飞机汽油价钱涨了一倍。
川普航空公司从来没有赚翻。 1990年9月，航空公司的贷款被拖欠，公司的所有权传给了债权银行，花旗集团拥有多数股份。由于海湾战争，航空公司股价下滑了。虽然与西北航空，美国航空与全美航空进行过谈判，川普航空无法在理想的价钱把公司出卖。
债权银行最终谈判了一个市场营销安排，全美航空会承担川普航空40％的股份，並且同意在十年期间管理川普航空的运营，其中包括公司的财务记录，广告，促销，飞机维修，和劳动关系。同时，本条约确保全美航空1996年10月10日之后可以购买本公司的全部所有权，直到1997年4月10日拥有专有权。 1992年4月7日，川普航空公司已不复存在 ，改名为快綫公司，12日正式以“全美航空快綫”(USAir Shuttle)的名义开始经营。
1997年11月19日，全美购买了快綫公司的剩余股份，为止仍然為全美的分公司。2000年7月1日正式与全美航空的经营合並。2015年10月，全美航空与美国航空合並，全美航空快綫与美鹰航空合并。

### 1989年8月事故
1989年8月，一架川普航空飛機在波士頓著陸時，因東方航空人員過去的維修疏失導致機鼻起落架故障。為了應對公眾對此事的反應，川普親自搭乘下一班川普航空班機飛往波士頓。

### 財務危機
川普航空從未盈利，其客運量於1989年11月便開始下降。1989年末，美國東北部進入經濟衰退並進一步壓低航空需求，而1990年8月伊拉克入侵科威特導致飛機燃料價格翻倍。隨著經營成本上升，許多使用接送服務的企業客戶削減旅費。同時，川普的賭場業務也遇到嚴重的困境，為了避免個人破產，川普於1990年6月被迫將對幾家企業的控制權讓給了他的銀行家，從而失去了數個商業持股。1990年9月，航空公司已用盡現金，並且無力償還債務。
川普航空在此期間進行一些包機業務，以利用閒置的飛機。1990年6月，該航空公司為纳尔逊·曼德拉在美國八城之行間提供包機服務。在1990-1991年的海灣戰爭期間，川普航空獲得政府合同，在多佛空軍基地、查爾斯頓空軍基地、特拉維斯空軍基地、麥克科德空軍基地和凱利空軍基地之間利用包機運輸美軍人員。

## 直升機服務
川普航空的直升機服務成立於1988年3月22日，當時特朗普與媒體大亨梅夫·格里芬達成協議收購度假村國際航空（Resorts International Air），並獲得三架可容納24名乘客的塞考斯基 S-61直升機。特朗普便讓這些直升機往返於曼哈頓西30街直升機坪、拜德菲爾德機場和大西洋城的鋼鐵碼頭停機坪。航程票價從49美元到125美元不等，旅行時間為48分鐘。
川普航空於1989年至1992年間，開辦紐約市與東漢普頓機場之間的航班，以及紐約市西30街直升機坪和大西洋城鋼鐵碼頭之間的航班，以服務川普開設的賭場，由塞考斯基 S-61直升機和CH-47 契努克直升機執飛。特朗普航空也提供定期直升機服務，往返拉瓜迪亞機場和曼哈頓下城直升機場，以便客戶轉乘川普航空的航班。

## 機隊
川普航空機隊如下

## 外部連結

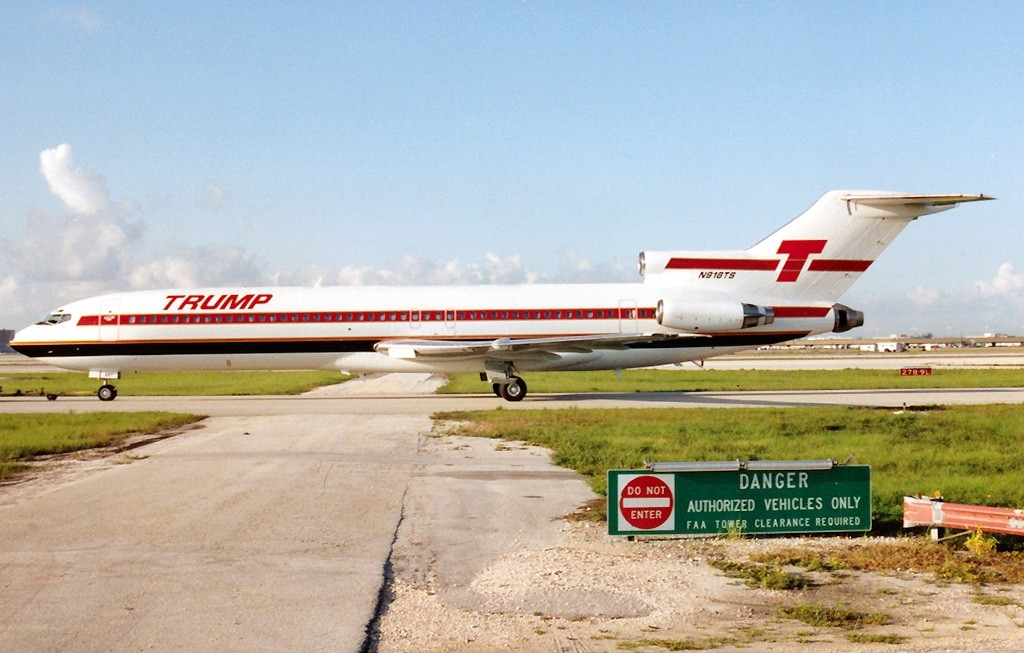
川普航空的波音727

- 維基媒體資源上的 Trump Shuttle 相關圖片。